# Bacteria sanguinolenta
Bacteria sanguinolenta är en insektsart som först beskrevs av Brunner von Wattenwyl 1907.  Bacteria sanguinolenta ingår i släktet Bacteria och familjen Diapheromeridae. Inga underarter finns listade.